# Helaeomyia petrolei
Helaeomyia petrolei — один з видів двокрилих. Ендемік Каліфорнії, США. Личинка харчується мертвими комахами, які впали в нафтові калюжі, що робить їх єдиними у світі комахами, здатними виживати в сирій нафті, яка токсична для інших членистоногих.
Англійський зоолог професор Вільям Хоман Торп згадував муху Helaeomyia petrolei як, «безсумнівно, один з головних біологічних курйозів світу» (англ. «undoubtedly one of the chief biological curiosities of the world»).

## Поширення
Виявлені тільки в Північній Америці, причому до цих пір тільки в одному американському штаті — Каліфорнія. Вперше вони були описані в 1899 році американським ентомологом Деніелом Вільямом Кокуіллеттом з розливів сирої нафти Ранчо Ла-Брея неподалік від міста Лос-Анджелес, хоча личинки були відомі місцевим нафтовикам вже за багато років до цього. Популяція мух не вважається такою що знаходиться під загрозою зникнення.

## Опис

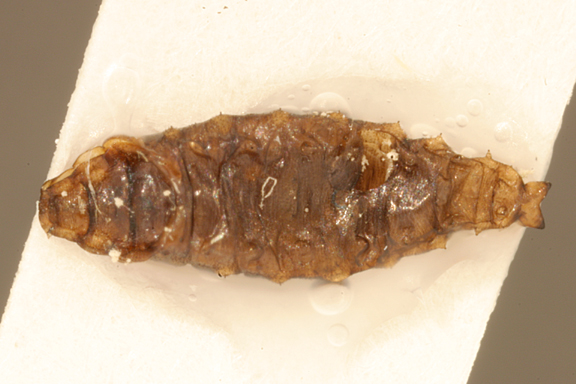
Личинка Helaeomyia petrolei.

Імаго мають довжину близько 5 мм, сірувато-чорного кольору; жужальця жовтуватого кольору. Очі, покриті волосками, розташовані посередині обличчя. 3-й членик вусика трохи довший за другий сегмент, шипик якого не досягає вершини антени. Довжина крил близько 2 мм. Хоча зазвичай личинки повільно плавають поблизу поверхні нафти, дихаючи через спеціальні дихальця, виступаючи трохи вище поверхні нафтової плівки, вони здатні занурюватися на тривалий час. Поведінка при спарюванні і процес відкладання яєць досі не описані, але вважається, що яйця не розміщуються всередині нафтових калюж. Личинки залишають їх лише для лялькування, переміщаючись на стебла найближчих рослин. Дорослі мухи можуть спокійно ходити поверхнею нафти, але відразу ж прилипають до неї, якщо торкнуться її крилами або черевцем.
Личинки проковтують велику кількість нафти і асфальтних сумішей (їх кишечник може бути повністю заповнений нафтою). Однак експерименти показали, що вони поїдають комах, що потрапили в нафтові калюжі. Хоча температура нафти може досягати 38 °C, личинки переживають це без всяких наслідків, навіть коли додатково піддаються впливу 50% скипидару або 50% ксилолу в лабораторних експериментах. Личинки нафтових мух містять близько 200 тисяч гетеротрофних бактерій (Providencia rettgeri і Acinetobacter). Однак поки ще немає ніяких доказів того, що ці бактерії якось сприяють розвитку самих комах.